# Leda (Mond)
Leda (auch Jupiter XIII) ist der kleinste bereits vor Einsatz der Voyager-Sonden bekannte Mond des Planeten Jupiter.

## Entdeckung
Leda wurde am 14. September 1974 von dem Astronomen Charles Kowal auf fotografischen Platten entdeckt, die drei Tage zuvor am Observatorium auf dem Mount Palomar belichtet wurden. Als offizielles Datum der Entdeckung wird daher der 11. September 1974 angegeben.
Benannt wurde der Mond nach Leda, einer Geliebten des Zeus aus der griechischen Mythologie.

## Bahndaten
Leda umkreist Jupiter in einem mittleren Abstand von 11.165.000 km in knapp 241 Tagen. Die Bahn weist eine Exzentrizität von 0,164 auf und ist mit 27,5° stark gegenüber der lokalen Laplace-Ebene, die ungefähr mit der Bahnebene des Jupiter zusammenfällt, geneigt.
Aufgrund ihrer Bahneigenschaften wird sie der Himalia-Gruppe, benannt nach dem Jupitermond Himalia, zugeordnet.

## Physikalische Daten
Leda besitzt einen mittleren Durchmesser von nur 18 km. Ihre Dichte wird mit 2,6 g/cm³ abgeschätzt, was darauf hinweist, dass sie überwiegend aus silikatischem Gestein aufgebaut ist.
Sie weist eine sehr dunkle Oberfläche mit einer Albedo von 0,07 auf. Ihre scheinbare Helligkeit beträgt 19,2m.